# Leptostomum inclinans
Leptostomum inclinans är en bladmossart som beskrevs av R. Brown 1811. Leptostomum inclinans ingår i släktet Leptostomum och familjen Bryaceae. Inga underarter finns listade i Catalogue of Life.